# Zmogotin, Caraș-Severin
Zmogotin este un sat în comuna Cornereva din județul Caraș-Severin, Banat, România.